# ルーシー (LEGO ムービー)
ルーシー (Lucy) は、LEGO ムービーのヒロインある。スーパーヒーロー名:ワイルドガール (Wildstyle)。

## 人物
お転婆女の子誰がエメットの親友やガールフレンド。二人が別れるまでバットマンのガールフレンドだった。

### 性格
基本的に主にタフで大人。一方、友情を考慮した思いやりのある心を持っている。

## 作品中史

### LEGO ムービー
エメットが彼女を見つけた建設現場に現れ、数時間後に何かを探しまう。フードを脱いでエメットを見て、突然逃亡する。
しばらくして、おしごと大王の軍隊を連れ出し、エメットを溶解室から救出する。二人はバッド・コップたちから脱出するが、ワイルドガールはエメットが普通の男であることに気づき怒る。二人は奇跡のパーツを見つけたのは彼だとエメットに告げるウィトルウィウスに会いましょう。ワイルドガールはエメットは通常レゴワイルドを救うことができないと信じている。
最終的にバッド・コップたちは三人を見つけ三人はバットマンによって救出する。エメットたちは雲の上の楽園 (ユニキャットの本拠地) にやって来、マスタービルダーたちと会いが、エメットがまだマスタービルダーでさえないことを知って、エメットを彼らに参加させることはない。
バッド・コップたちはエメットたちを (再び) 見つけエメットたちは潜水艦を作成することで (再び) 逃亡する。エメットたちはロボヒゲによって救助され、後にエメットはマスタービルダーたちに協力するよう説得しまう。
おしごと大王を停止中で、ワイルドガールはエメットは彼女が特別になりたいと告白し、本名は「ルーシー」であり、エメットはそれが好きだと宣言している。突然、エメットたちはバッド・コップたちによって捕まって投獄され、計画は失敗する。ウィトルウィウスは防御しようとすが、おしごと大王はコインで彼を斬首したときに死亡。
おしごと大王は無の世界に奇跡のパーツを投げ、完全な全滅がマスタービルダーたちを殺し始め、スポバンで逃亡する。後にエメットは彼の友人が無の世界から急いで逃亡ために自分自身を生贄にしまう。
エメットの無視の生贄に悲しみ、マスタービルダーたちはバッド・コップ (今再びグッド・コップに戻り) と一緒にブロック・シティに行くために逃亡する。戦争が始まったとき、エメットは彼の友人を救うために現実世界から戻っている。
エメットがヒーローとして歓迎され、おしごと大王が心の変化し始め後、ワイルドガールはバットマンの祝福でエメットのガールフレンドになり。
戦争後、エメットたちはデュプロエイリアンたちがビームダウンするのを見て、みんなを破壊する計画を発表する。

### レゴ ムービー2
デュプロエイリアンたちが登場するとルーシーは再び戦う準備ができしたが、エメットはこれを止めてエイリアンたちと話すことにした。ルーシーはすぐに大きなハンマーを作り、それらを殴りすが、エイリアンたちは大声で叫び、ブロック・シティを攻撃し始める。
デュプロエイリアン事件後、ルーシーとブロック・シティの残りの民間人はすべてがまだ素晴らしいと偽っている彼女のボーイフレンド・エメットを除いて、変更の影響を受けした。ルーシーがエメットに成長するように頼むと、エメットは流れ星を見て、実際には別の惑星の宇宙船であることが明らかになりした。
エイリアンは「スウィート・メイヘム将軍」の名前で明らかにされ、彼女とエメットの友人 (バットマン、ロボヒゲ、ベニーやユニキャット) を彼の船に連れて行きいる。シスター星雲でわがまま女王に会い、彼女はなんとかマスタービルダーたちを変えることができしたが、ルーシーは何かが起きていることを知っている。
後にエメットと再会が、「レックス・デンジャーベスト」に会ったときはそれほど多くはない。三人はエメットがバットマンとわがまま女王の間の結婚式を止めるために神殿に包まれた「レセプションケーキ」を破壊する間、他を洗脳しているポップ・ミュージックをオフにすることを含む計画を立ててください。しかし、ルーシーが彼女の元の髪を明らかにしたとき、レックスとエメットはショックを受けした。
ルーシーがメイヘム将軍に対して一騎打ち間、デュプロエイリアンたちが平和を狙いしていたことを理解している。ルーシーはエメットが神殿を破壊するのを防ごうとしすが、エメットは冷たく拒絶し、激怒をもって神殿を破壊する。これはレゴワールドに穴を開けルーシーはどういうわけか現実世界に入りした。
ルーシーたちは箱に入れられすが、収納棚から脱出し、フィンが全員を解放してレゴワールドに戻しまう。エメットとレックスが現実世界で衣類乾燥機の後ろで一騎打ち間、ルーシーはエメットと再会する。ルーシーはレックスをだましてかわいい感性の心臓を殴り、爆発を引き起こし、タイムマシンを破壊し、レックスは敗北で倒れた。
レックスが消滅いくにつれて、彼はルーシーとエメットの両方を救ってくれたことに感謝しまう。レックスの死後、エメットとルーシーは謝罪し、お互いを「特別な親友」として宣言する。
レゴワールドはボロボロシティと平和な「ボロボロシスター星雲」と呼ばれるシスター星雲のミッシュマッシュに変身。エメットはルーシーと一緒に家を再建しまう。エメットがびっくりように、ルーシーが「Everything is Awesome」のオリジナルアーティストの1人であることを明らかになる。

## 関連キャラクター
エメット・ブロックスキー
親友やボーイフレンド。エメットがレゴの領域をおしごと大王から救うのを支援する。彼女の本名は後に「ルーシー」であることが明らかになる。第一映画作の終わりに、エメットのガールフレンドになり。
第二映画作でデュプロエイリアン事件後、二人は生き残る、家に住みされ、ペットの猫としてユニキャットを縁組する。レックスの死後、二人は謝罪し、お互いを「特別な親友」として宣言する。
バットマン
元ボーイフレンドと親友。当初にバットマン のガールフレンドでしたが、後で捨てられて友達になりした。
ユニキャット
親友として誰だったペットの猫を縁組する。